# دیزل‌پانک
دیزل‌پانک (به انگلیسی: Dieselpunk) یک زیرژانر رتروفیوچریسم از داستان‌های علمی تخیلی شبیه به استیم‌پانک یا سایبرپانک است که زیبایی‌شناسی فناوری مبتنی بر دیزل از دوران میان دو جنگ تا دهه ۱۹۵۰ را با فناوری گذشته‌نگر آینده‌نگر و پست‌مدرن ترکیب می‌کند. این واژه در سال ۲۰۰۱ توسط یک طراح بازی به‌نام لوئیس پولاک برای توصیف بازی نقش‌آفرینی رومیزی خود یعنی بچه‌های خورشید ابداع شد. از آن زمان این اصطلاح برای انواع هنرهای تجسمی، موسیقی، تصاویر متحرک، داستان‌ها و مهندسی به‌کار می‌رود.

## به عنوان یک جنبش هنری
اصطلاح دیزل‌پانک تا سال ۲۰۰۱ ابداع نشده بود، اما قبل از آن مجموعه‌ای از هنرهای مهم برای توسعه این ژانر تولید شد. آثار هنری (شامل هنرهای تجسمی، موسیقی، ادبیات و معماری) که به سبک دیزل‍پانک خلق شده‌اند، به‌شدت تحت‌تأثیر عناصر جنبش‌های هنری رایج در فرهنگ غرب، در دوران دیزل هستند، مانند:
- هنر: اکسپرسیونیسم انتزاعی، آرت دکو، باوهاوس، رایگون گوتیک، ساخت‌گرایی، کوبیسم، دادا، د استایل (نئوپلاستیسیسم)، فوتوریسم، سبک بین‌المللی، سوررئالیسم
- موسیقی: بلوز، جاز، رگتایم، کاباره، بیگ باند، سوینگ و بلوگرس
- ادبیات: نمادگرایی، جریان سیال ذهن، مدرنیسم، پالپ، هاردبویلد و نوآر